# ويليام هربرت كوربن
ويليام هربرت كوربن (بالإنجليزية: William Herbert Corbin)‏ هو لاعب كرة قدم أمريكية أمريكي، ولد في 20 يوليو 1864 في يونيون في الولايات المتحدة، وتوفي في 14 أبريل 1945 في هارتفورد في الولايات المتحدة.